# Imiona celtyckie
Imiona celtyckie – imiona wywodzące się z kręgu kultury celtyckiej, z języków celtyckich.

## Przykłady imion celtyckich

### Imiona żeńskie

#### Irlandia[1]
Aithne (Aine), Aoife, Bairre, Bevin, Bedelia, Blair (Blaire), Blaithin, Breena, Brenda, Brenna, Brit, Cahan, Caireann (Cairenn), Caitriona (Cait, Caitrin, Triona, Caitlin), Carrie (Carry), Dairine, Dallas, Damhnait, Deirdre, Derry, Devin, Duana (Dubhain), Echna, Edwina, Eileen (Ellen), Eilis, Eithne, Elatha, Ena, Erin, Ernine, Etain, Fanny, Feenat, Finnsech, Grainne, Gwendolyn (Gwen),
Hilde, Ida, Isleen, Julianne, Kacey (Vasey), Kassidy, Kathleen, (Kate, Kathie, Katharine), Keara (Ceara), Keelin, Keira (Kerry, Keriann), Kelly, Keva (Kevina), Kiara, Kiley (Kylie), Kinnat, Laoise,
Lasair, Lavena, Liadan, Maille (Molly), Maire; Mael Muire, Moira, Mairin, Maureen, Moira, Maura), Mavelle, Meara,
Mell (Mella), Melvina, Meriel, Morgan, Muireann, Muirin, Muirne, Murphey, Myrna, Nan (Nainsi), Nevina, Niamh (Nia, Nya), Noel, Nora (Norah, Honora), Orghlaith, Orla (Orlaith), Ornice, Ornora, Paili, Pegeen, Philomena, Renny, Rowena, Ryann, Saoirse, Saraid, Scathach, Sean (Shawn, Sine, Sheena, Shana, Shunta, Shawnda, Shona, Shay), Seani, Seara, Shanley, Shannon, Sile, Sinead, Siobhan, Siofra, Slaine, Sorcha, Suzanna, Tara, Tiernan, Treasa, Trevina, Tullia, Ula, Ursula, Vanessa, Vevina, Vivienne, Whiltierna (Faoiltiarna), Yvon (Yvonne, Yvone, Yvonn).

#### Kornwalia[2]
Ailla, Arranz, Bryluen, Columba, Conwenna, Derowen, Derwa, Elestren, Elowen, Esyld, Gwenifer, Jenifer, Jennifer, Jenna, Jana, Jowanet, Karyna, Kelyn, Kensa, Kerenza, Kerra, Melwyn, Melyonen, Melyor, Meliora, Morvoren, Morwenna, Morwennol, Nessa, Rozen, Rozenwyn, Sevi, Talwyn, Teca, Tressa, Ygerna, Zethar

#### Szkocja[3]
Aggie, Aignéis, Una, Aggie, Nesta, Nessa, Nessie, Ailean, Alana, Aila, Aileen, Aili, Allie, Alison, Alice, Akira, Aline, Allina, Andra, Andreana, Andrina, Annis, Artis, Audrey, Beathas, Blair, Blaire, Bonnie, Bonny, Bradana, Brae, Brenda, Bridget, Cadha, Cairistiona, Cameron, Catriona, Ceit, Ceidth, Ceiteag, Katie, Claire, Coleen, Colina, Cullodena, Dallas, Daracha, Davina, Davonna, Dava, Deirdre, Diorbhail, Ealasaid,
Eara, Earie, Edana, Effie, Eilidh, Eiric, Eirica, Erica, Ericka, Erika, Erskina, Fearchara, Fenella, Fia, Fiona, Floraidh, Gail, Gara, Gaira, Gavina, Gillian, Jillian, Glen, Grizel, Grisel, Grizzel, Gunna, Heather, Innes, Irvette, Iseabail, Isabel, Isobelle, Isabel, Isabelle, Bel, Bell, Bella, Belle, Ib, Ibbie, Isa, Tibbie, Jennifer, Jinny, Keita, Keiti, Kelsi, Kenna, Kyla, Lair, Lara, Laria, Laurie, Leslie, Lilas, Maili, Mairi, Moire, Mairead, Maisie, Malmuira, Malvina, Marion, Mae, May, Maureen, Moira, Muira, Muire, Murron, Muirrean, Muireann, Nairne, Nairna, Nathaira, Nessa, Nighean, Oighrig, Payton, Rhona, Robena, Robina, Rowena, Seasaidh, Sheila, Sile, Sileas, Sima, Siofra, Siubhan, Siusaidh, Sorcha, Struana, Tira, Torra, Vanora, Wynda.

### Imiona męskie

#### Irlandia[4]
Aed, Ahen, Aidan, Ailin, Alan, Albion, Alpin, Amargein, Anrai, Ardal, Art, Artur, Bairre (Barry), Banning, Beniamin, Benen, Bevan, Blair, Blathmac, Bowie, Bram (Bran, Brendan), Breanainn, Brian, Cahan, Carney, Carrick, Cass, Cathal, Cedric, Chad, Clancy, Cluny, Colin, Conall, Conan, Conchobhar (Conor,Connor), Conn, Conroy, Culley, Daire, Daniel, Daray, Darby, Darren, Derry, Devin, Dolan (Dolyn), Donnan, Donovan, Dow, Ea, Eadoin, Edan, Eoin, Erc, Erin, Evan, Fergal, Ferris, Finn, Finbar, Gaeth, Gordon, Guaire, Guy, Hagan, Ibor, Innis, Ionhar, Irving, Keary, Kearney, Keene, Kevin, Kiernan, Labraid, Labhraidh, Labhrás, Labras, Laurence, Laisrean, Larkin, Lawler, Lennan, Liam, Logan, Lorcan, Lunn, Lynch, Linch, Mac Dara, Macrea, Mael Iosu, Maghnus, Mahon, Máirtín, Martin, Maitias, Mathias. Matthias, Maithias, Mannix, Mathghamhain, Meallan, Melvin, Malvin, Melvyn, Melwynn, Merril, Meryl, Merritt, Monahan, Morgan, Morven, Morvin, Murchadh, Murrough, Murphey, Murchach, Murray, Murry, Naomhan, Nevan, Neal, Neil, Nevin, Niece, Nolan, Oisin, Ossian, Oscar, Owain, Owen, Eoin, Ewen, Owney, Paddy, Padraig, Patraic, Peadar, Peter, Peadair, Piaras, Phelan, Piran, Proinnsias, Quigley, Quinlan, Quinn, Raegan, Rafer, Raghnall, Reginald, Reynald, Reynold, Randal, Randall, Réamonn, Renny, Raighne, Revelin, Rian, Ryan, Ryanne, Rhyan, Riddock, Riocárd, Riordan, Roarke, Rodhlann, Rowland, Rogan, Ruadhagan, Rowe, Rowen, Rowyn, Rowin, Rowan, Roibeárd, Robert, Roibart, Roibhilín (fonet. Rovelin) Roibin, Roibeard, Ravelin, Ravelyn, Revelin, Ronat, Rooney, Ruanaidh, Rhodan, Rory, Ruarc, Scanlon (fonet. Skanlun), Scully, Séafra (fonet. Szifra), Seán, Seanán, Shannon, Senan, Sinon, Searbhreathach, Sedric, Seoirse, Seosamh, Shanahan, Shea, Sheehan, Siodhacha, Sheridan, Sierra, Sioda, Skelly, Sleibhin, Sloan, Somhairle, Sumerled, Summerled, Sommerly, Strahan, Sullivan, Sweeney, Tadhg, Teagan, Teague, Teagan, Tiernan, Tigernan, Torin, Tormey, Torrance, Treasach, Troy, Uaine, Owen, Owein, Oney, Owney, Hewney, Úistean, Vaughn, Wynne, Winn, Wynn.

#### Kornwalia[5]
Arranz, Arthur, Arthyen, Bideven, Blyth, Branwalather, Cadan, Cador, Carantoc, Carrow, Colan, Collen, Conan, Cuilliok, Daveth, Elowen, Gerens, Glastenen, Glewas, Glewyas, Golvan, Gorlas, Gorlois, Gorneves, Hicca, Jacca, Jago, Jory, Jowan, Kitto, Madron, Madern, Margh, Masek, Mawgan, Meryn, Myghal, Nadelek, Nicca, Padern, Pasco, Pascow, Pawly, Peder, Sithny, Trevedic, Wella, Withell, Wyllow, Zethar

#### Szkocja[6]
Abhainn, Acair, Achaius, Adair, Edgar, Adhamh, Aidan, Adie, Aeneas, Ahearn, Aherin, Hearn, Abeart, Ailean, Ailein, Aillig, Ail, Aindrea, Anndra, Ainsley, Alasdair, Alec, Aluinn, Amhuinn, Angus, Anndra, Aodh, Hugh, Artair, Artut, Balfour, Balloch, Balmoral, Banner, Bean, Birk, Blackburn, Blane, Bothan, Boyd, Braden, Braigh, Bret, Brian, Briant, Brion, Bryan, Bryant, Brodie, Busby, Bryce, Buchanan, Camden, Camdin, Camdan, Carey, Carney, Carr, Cathal, Ceard, Ceardach, Chalmers, Clamer, Charles, Chattan, Chait, Clach, Colin, Conan, Connor, Conon, Connell, Craig, Crannog, Cullen, Dabhaidh, Dallas, Darach, Deargh, Derek, Dirk, Derrick, Diarmad, Doire, Dhoire, Donnchadh, Dorrell, Douglas, Drummond, Duer, Duff, Dubh, Dunham, Dunlop, Eanruig, Ear, Edan, Eideard, Eilig, Eoghann, Eosaph, Erskine, Ervin, Evan, Ewan, Feandan, Fearghas, Firth, Frang, Gabhran, Gair, Gavin, Gawain, Gawen, Gaven, Gilchrist, Gilleabart, Gillis, Gleann, Goraidh, Gow, Gowan, Viking, Harailt, Hearn, Ahearn, Hugh, Iain, Ian, Innes, Iomhair, Ivar, Iver, Ivor, Keddy, Keir, Keith, Kendrew, Kentigern, Kincaid, Kinnon, Kirk, Laird, Leith, Leathan, Lennox, Leod, Logan, Lundy, Luthias, Lyall, Maolmuire, Mártainn, Mata, Morgan, Morven, Muir, Murdoch, Muirfinn, Murry, Nairn, Nathair, Naughton, Niall, Neil, Oidhche, Ossian, Peadair, Perth, Paol, Pony, Raghnall, Raibeart, Ranald, Rob Roy, Rob Ruadh, Ronan, Rory, Roslin, Roy, Ryan, Scott, Scrymgeour, Simon, Somairhle, Struan, Sutherland,
Tearlach, Todd, Tomas, Tormod, Tremaine, Tyree, Uilleam, Wallace, Wyndham